# إدريان لينوكس
إدريان لينوكس (بالإنجليزية: Adriane Lenox)‏ مواليد 11 سبتمبر 1956 في ممفيس، تينيسي، الولايات المتحدة، هي ممثلة أمريكية بدأت مسيرتها الفنية عام 1987.

## روابط خارجية
- إدريان لينوكس على موقع IMDb (الإنجليزية)
- إدريان لينوكس على موقع قاعدة بيانات الأفلام العربية
- إدريان لينوكس على موقع ألو سيني (الفرنسية)
- إدريان لينوكس على موقع أول موفي (الإنجليزية)
- إدريان لينوكس على موقع قاعدة بيانات برودواي على الإنترنت (الإنجليزية)
- إدريان لينوكس على موقع قاعدة بيانات الأفلام السويدية (السويدية)
- إدريان لينوكس على موقع قاعدة بيانات الفيلم (الإنجليزية)
- إدريان لينوكس على موقع كينوبويسك (الروسية)